# Burgstern Noris
Burgstern Noris war eine deutsche Fußball-Militärmannschaft, die sich im Zweiten Weltkrieg am 11. Mai 1941 im Pariser Prinzenpark-Stadion mit einem 2:1-Sieg gegen die Pariser Soldatenelf den inoffiziellen Titel „Meister des Westens“ erspielte.

## Sportpropaganda im besetzten Flandern

### Gründung und Zweck
Die Wurzeln der Soldatenmannschaft liegen in Flandern und reichen in die Sommermonate 1940 zurück. Am 10. Mai 1940 marschierten deutsche Truppen in Belgien ein, das bereits 18 Tage später kapitulierte. Die 17. Infanterie-Division war von Juli 1940 bis Ende 1941 in Flandern im Raum Brüssel, Gent und Ostende stationiert. Den Anlass zur Gründung der Soldatenelf gab die zufällige Konzentration fränkischer Spitzenfußballer in den beiden Kompanien der Nachrichten-Abteilung 17. Erstmals schrieb der Kicker am 12. November 1940 über „Burgstern“, am 19. November über „Burgstern-Noris“ und am 3. Dezember 1940 über „MSV Burgstern-Noris“. In der Brüsseler Zeitung las man am 13. und 16. Oktober 1940 von „einer deutschen Wehrmachtmannschaft“ beziehungsweise von einer Elf „Deutsche Wehrmacht“, die ausschließlich mit späteren Burgstern-Spielern besetzt war; erst die Ausgabe vom 24. Oktober erwähnte den Namen „MSV Burgstern Noris“.
Nachdem die deutsche Wehrmacht im Frühjahr 1940 Frankreich weitgehend besetzt hatte, wurden von mehreren deutschen fußballbegeisterten Offizieren, u. a. dem Kommandeur der 17. Infanterie-Division Herbert Loch, Militärmannschaften gebildet. Sie rekrutierten sich zumeist aus bekannten Spielern deutscher Fußballklubs. Die Namensgebung ergab sich aus den beiden Kompaniechefs der Abteilung Oberleutnant Georg Lichtenstern und Oberleutnant Wolfgang Oldenbourg. „Noris“ ist ein allegorischer Name für Nürnberg, wo die Abteilung stationiert war. Der Vorkriegsstandort der Nachrichten-Abteilung 17 in Schwabach bei Nürnberg hatte den großen Vorteil, dass sich hier auch die Nachrichten-Ersatz-Abteilung 13 befand.
Wenn neue Jahrgänge eingezogen wurden, kranke oder verletzte Soldaten nach ihrer Genesung wieder als Ersatz zur Verfügung standen, hielt man Ausschau nach brauchbaren Fußballern für die Nachrichten-Abteilung 17. Als Torhüter Eduard Schaffer zur Schwabacher Ersatzeinheit eingezogen worden war, gelang es Oberleutnant Lichtenstern, den Sudetendeutschen im Februar 1941 in die 1. Kompanie Infanterie-Divisions-Nachrichten-Abteilung 17 versetzen zu lassen, in der er bis Kriegsende blieb.
Auch die Brüsseler Zeitung beteiligte sich an der Suche nach Kickern, erließ einen Aufruf an die in und um Gent stationierten Soldaten und half der Burgstern-Elf bei der Verpflichtung attraktiver Gegner für Propagandaspiele. Die „Burgsternler“ waren der ganze Stolz ihrer Division. Die Elf war zu jedem Spiel mit einem ganzen Tross Nachrichtensoldaten unterwegs, die als Ballaufpumper, Schuster, Schneider, Wäscher oder Bügler die Fußballer betreuten.

### Organisation des Spielbetriebs und finanzielle Organisation
Verwaltung und Spielabschlüsse der Wehrmachtself besorgte als „Mannschaftsführer“ Leutnant d.R. Otto Steiner. Oberwachtmeister Julius Heidingsfelder war Rechnungsführer der 2. Kompanie Infanterie-Divisions-Nachrichten-Abteilung 17 und bei Burgstern Noris für die „Haushaltsführung“ zuständig. Für Spiele gegen belgische Mannschaften, teilweise vor 3 500 bis 10 000 Zuschauern, wurden mindestens 50 Pfennige Eintritt erhoben. Zu den Gegnern gehörten von Oktober 1941 bis März 1942 unter anderem Racing Gent (3:1), Olympic Charleroi (7:2), La Gentoise Gent (2:1), FC Brügge (0:6), Lyra Lier (1:7), CS Brügge (3:2) und der deutsche Sportverein Brüssel (3:1 und 2:1).

### Divisionsmeister und „Meister des Westens“ 1941
Als in Belgien stationierte Soldatenmannschaft konnte Burgstern Noris an keinen NSRL-, sondern nur an Militärwettbewerben teilnehmen. So errangen die Noris-Spieler 1941 die Divisionsmeisterschaft in dem Finale gegen „Gruppe Preu“ und verteidigten damit den bereits 1940 gegen den Nürnberger Infanterie-Regiment 21 errungenen Titel. Auch 1942 gewann die Mannschaft der Nachrichten-Abteilung 17 die Divisionsmeisterschaft im Fußball gegen das Infanterie-Regiment 21, unterlag diesem Regiment jedoch im Endspiel um die Handballmeisterschaft der Division.
Den größten Erfolg erzielten sie am 11. Mai 1941 im Pariser Prinzenpark-Stadion gegen die Pariser Soldatenelf. Der 2:1-Sieg berechtigte Burgstern Noris, den inoffiziellen Titel „Meister des Westens“ zu führen. Nach dem Pariser Endspiel flossen die Nachrichten über Burgstern Noris spärlicher. Ab Mitte 1941 wurde die 17. Infanterie-Division für 13 Monate in Russland eingesetzt und an Fußballspielen war nicht mehr zu denken. Nach dem verlustreichen Winter 1941/42 wurde die Division im April 1942 in Rennes neu aufgestellt. Von März 1942 an war die Nachrichten-Abteilung 17 in der Bretagne stationiert, und am 22. Juli 1942 verkündete die Brüsseler Zeitung: „Burgstern spielt wieder“.

### Weiterer Verlauf und Ende
Am 8. November 1942 spielten die Pariser Soldatenelf und Burgstern Noris erneut um die „Meisterschaft des Westens“. In einer dramatischen Begegnung siegten die Pariser mit 4:2. Zum ersten Mal trat eine Kombination der  beiden Wehrmachtsmannschaften am 22. November 1942 gegen den Gau Westmark an (3:3); von einer Verschmelzung zur „Wehrmachtelf Frankreich“ war damals die Rede. Gleichwohl finden sich noch sporadische Berichte über Burgstern Noris, die – entgegen den Ankündigungen – doch nicht in der Pariser Soldatenelf aufgegangen zu sein schien. So siegten die fränkischen Soldaten am 15. November 1942 bei einer Kriegswinterhilfswerk-Veranstaltung gegen die Standortmannschaft Lorient (2:1), und sie unterlagen am 17. Januar 1943 im Berliner Poststadion vor mehr als 10 000 Zuschauern einer Stadtauswahl mit 2:6. Im Buch von Bausenwein, Siegler und Liedel über „Franken am Ball“ ist notiert, dass die „Frontsoldatenelf Burgstern Noris eines ihrer letzten großen Spiele im November 1942 gegen die junge Club-Elf mit Helmut Herbolsheimer, Max Morlock, Alfred Pfänder und Max Eiberger“ mit 3:1 gewann. Auf der gleichen Buchseite ist ein Mannschaftsbild der Wehrmachtself aus dem Jahr 1942 abgebildet, wobei folgende Namen aufgelistet sind: Heidingsfelder (Ansbach), Rodler (Neumeyer Nürnberg), Karl Kupfer (Schweinfurt 05), Abel Uebelein (Club), Vogel (Kickers Würzburg), Nachreiner (Neumeyer Nürnberg), Endres (Neumeyer Nürnberg), Hammer (SC Falkenau, Sudetengau), Knorr (SpVgg Fürth), Katheder (FC Roth), Baier (Schweinfurt 05), Schaffer (Sparta Karlsbad), Julius Uebelein (Club).
Nach der Kapitulation der 6. Armee im Kessel von Stalingrad wurde die 17. Infanterie-Division im April 1943 erneut an die Ostfront verlegt. Wie sich Torwart Schaffer erinnert, absolvierte Burgstern Noris danach nur noch ein einziges Spiel: Gegen LSV Mölders Krakau im Dynamo-Stadion in Kiew.

### Ein Kapitel fränkischer Fußballregionalgeschichte
Wenn man auf die Mannschaftsaufstellungen blickt, wird deutlich, dass fast alle bekannten Burgstern-Spieler aus Franken stammen, insbesondere die Brüder Uebelein vom 1. FC Nürnberg: Unteroffizier Hans „Abel“ Uebelein (Uebelein I, Verteidiger) und der Obergefreite Julius „Uttla“ Uebelein (Uebelein II, Halbstürmer). Von der SpVgg Fürth stießen die Läufer Bernhard Pitzer und Emil Leupold sowie Mittelstürmer Leonhard „Hartl“ Knorr zu Burgstern Noris, vom Sportclub Sparta Nürnberg der Stürmer Gogl und Verteidiger Konrad Frey, vom FC Schweinfurt 05 neben Verteidiger Rolf Baier der Halbrechte Karl „Molli“ Kupfer (Kupfer II), vom FC Roth der Verteidiger Erwin Katheder, vom 1. FC Röthenbach Torhüter Maaß, vom SV 08 Steinach der weitere Torhüter Tzschach, sowie Martin Vogel vom FC Würzburger Kickers. Von der Wettkampfgruppe (WKG) der Betriebssportgemeinschaft (BSG) Neumeyer Nürnberg kamen Mittelläufer Endreß und die Spieler Lenz Fischer, Josef Nachreiner, Hans Odörfer und Torhüter Georg Rodler. Mit Läufer Walz (Stuttgarter Kickers) und dem Internationalen Albert Sing gehörten auch zwei Schwaben und ab Februar 1941 Torhüter Eduard Schaffer aus dem Sudetenland dem Burgstern-Spielerkader an.
Zum harten Kern der Burgstern-Elf gehörten von Sommer 1940 bis Ende 1942 Julius Uebelein, Endreß, Leonhard Knorr und Erwin Katheder. Das von der Sportpresse hochgelobte „Innentrio“ wurde von Karl Kupfer, Knorr und Julius Uebelein gebildet.
Der 1. FC Nürnberg stellte der 17. Infanterie-Division seine Sportplatzanlagen, einschließlich des Schwimmbads, für Divisionsmeisterschaften und andere militärische Sportwettkämpfe zur Verfügung und mit Karl Müller gehörte ein langjähriger FCN-Vorsitzender zur Nachrichten-Abteilung und stellte ein Bindeglied zwischen Burgstern Noris und dem 1. FC Nürnberg dar.
Im Club-Lexikon ist folgender Eintrag zu Burgstern Noris enthalten: „Die beiden fußballverrückten Kompaniechefs in Schwabach, Lichtenstern und Oldenburg, holten sich ab 1939 viele Clubspieler für ihre Soldatenelf 'Burgstern Noris'. Besonders gern erinnert sich der mittlere der Uebelein-Brüder, Julius Uebelein, an diese Zeit. 'Das waren meine stärksten Jahre.' Die Gebrüder Uebelein lernten in dieser Mannschaft Torwart Edi Schaffer kennen, der dann nach dem Krieg auch für den Club kickte und bei der Deutschen Meisterschaft 1948 im Tor stand.“

### Resümee
In spielerischer Hinsicht bewies Burgstern Noris typisch fränkische Fußballkultur. Die Presse begeisterte sich für die „Kombinationsmaschine“ und das gelungene Flachpassspiel, für „beste Nürnberger alte Schule“ mit der „systemvollen Mannschaftsarbeit“ und dem „flachen Kombinationsspiel“, das den 1. FC Nürnberg in früheren Jahrzehnten stilbildend werden ließ.
Burgstern Noris stellt, neben ihrer militärsporthistorischen Bedeutung, somit ein höchst interessantes Kapitel fränkischer Fußballregionalhistorie dar. Die Soldatenelf ist insbesondere für die Geschichte des 1. FC Nürnberg von Bedeutung, weil in ihr die Brüder Uebelein spielten und Torwart Schaffer aufgrund der Burgstern-„Connection“ später zum „Club“ wechselte. Und nicht zuletzt gehörten sowohl der FCN-Funktionär Karl Müller zur Nachrichten-Abteilung 17 als auch der Altinternationale Hans Kalb, der in mindestens einem Vorspiel zu einem Burgstern-Match in einer Alten Herren-Mannschaft des 1. FC Nürnberg war.